# Parafia św. Antoniego Padewskiego w Jezierzycach
Parafia pod wezwaniem świętego Antoniego Padewskiego w Jezierzycach – parafia rzymskokatolicka należąca do dekanatu Słupsk Wschód, diecezji koszalińsko-kołobrzeskiej, metropolii szczecińsko-kamieńskiej. Została utworzona 29 października 1987 r. Siedziba parafii mieści w Jezierzycach pod Słupskiem

## Historia
Ks. Wincenty Lesiak, proboszcz parafii pw. Najświętszego Serca Pana Jezusa w Słupsku, w skład której wchodziły Jezierzyce, przygotował lokalizację i materiały na nowy kościoła. W lutym 1985 r. utworzono wikariat samodzielny. Biskup Ignacy Jeż wizytował parafię w listopadzie 1987 r. Po 1991 r. nowy proboszcz, ks. Władysław Dańda.
W roku 2021, na stronie kurii podano liczbę wiernych w parafii: 2309.

## Kościół parafialny
Kościół pw. św. Antoniego Padewskiego w Jezierzycach z 1984 r., konsekrowany dnia 18 listopada 1990 przez biskupa Ignacego Jeża.

## Cmentarz
Cmentarz sąsiaduje z terenem kościoła od zachodu.

## Proboszczowie
| Proboszcz       | Okresy urzędowania w Parafii | Uwagi                     |
| --------------- | ---------------------------- | ------------------------- |
| Władysław Dańda | 1987—1991                    | rektor w latach 1985—1987 |
| Julian Mizera   | 1991—2004                    |                           |
| Feliks Samulak  | 2004-08-28 — nadal           | wicedziekan od 2021-01-01 |